# ジョージ・フェントン

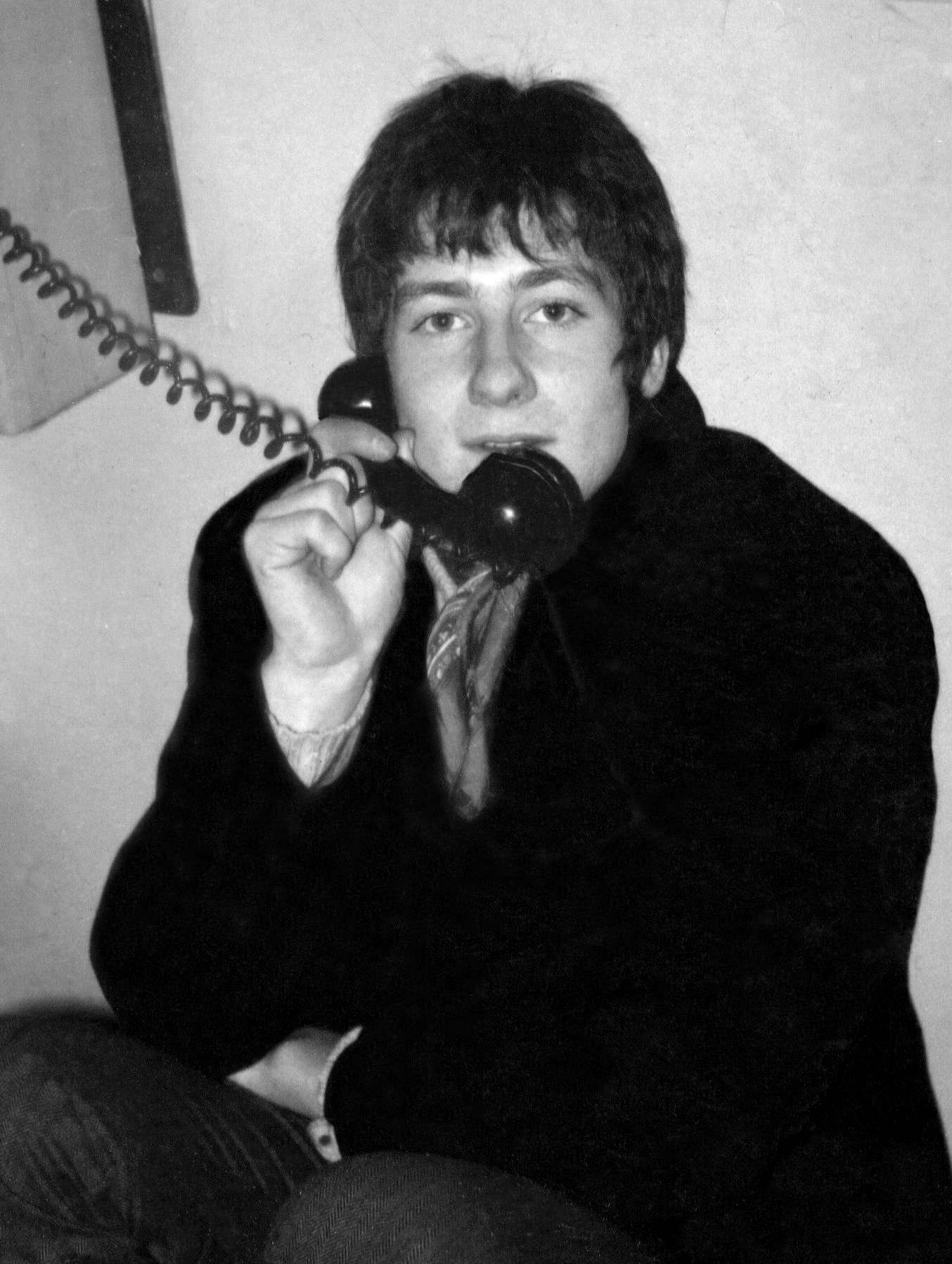
ジョージ・フェントン（1969年撮影）

ジョージ・リチャード・イアン・ハウ・フェントン（George Richard Ian Howe Fenton, 1949年10月19日 - ）は、イギリスの作曲家。ロンドン出身。
映画音楽の作曲で知られている。ハリウッド作品も手がけているが、ケン・ローチ作品の音楽でも知られている。これまでアカデミー賞作曲賞には4回、主題歌賞には1回ノミネートされている。2002年と2007年にはエミー賞を受賞している。

## 主な作品
- ガンジー Gandhi （1982年）
- 狼の血族 The Company of Wolves （1984年）
- 遠い夜明け Cry Freedom （1987年）
- 白い炎の女 White Mischief （1987年）
- プランケット城への招待状 High Spirits （1988年）
- ハンドフル・オブ・ダスト A Handful of Dust （1988年）
- 危険な関係 Dangerous Liaisons （1988年）
- 俺たちは天使じゃない We're No Angels （1989年）
- メンフィス・ベル Memphis Belle （1990年）
- ロング・ウォーク・ホーム The Long Walk Home （1990年）
- ぼくの美しい人だから White Palace （1990年）
- フィッシャー・キング The Fisher King （1991年）
- 愛という名の疑惑 Final Analysis （1992年）
- 靴をなくした天使 Hero （1992年）
- 恋はデジャ・ブ Groundhog Day （1993年）
- ボーン・イエスタデイ Born Yesterday （1993年）
- 永遠の愛に生きて Shadowlands （1993年）
- レディバード・レディバード Ladybird Ladybird （1994年）
- 英国万歳! The Madness of King George （1994年）
- ミックス・ナッツ/イブに逢えたら Mixed Nutts （1994年）
- 大地と自由 Land and Freedom （1995年）
- ジキル&ハイド Mary Reilly （1996年）
- ヘブンズ・プリズナー Heaven's Prisoners （1996年）
- クローンズ Multiplicity （1996年）
- カルラの歌 Carla's Song （1996年）
- クルーシブル The Crucible （1996年）
- ラブ・アンド・ウォー In Love and War （1996年）
- 娼婦ベロニカ Dangerous Beauty （1998年）
- 私の愛情の対象 The Object of My Affection （1998年）
- マイ・ネーム・イズ・ジョー My Name Is Joe （1998年）
- エバー・アフター Ever After （1998年）
- ユー・ガット・メール You've Got Mail （1998年）
- ウィズアウト・ユー Entropy （1999年）
- アンナと王様 Anna and the King （1999年）
- ブレッド&ローズ Bread and Roses （2000年）
- センターステージ Center Stage （2000年）
- ラッキー・ナンバー Lucky Numbers （2000年）
- ナビゲーター ある鉄道員の物語 'The Navigators （2001年）
- SWEET SIXTEEN Sweet Sixteen （2002年）
- メラニーは行く! Sweet Home Alabama （2002年）
- ディープ・ブルー Deep Blue （2003年）
- やさしくキスをして Fond Kiss..., Ae （2004年）
- 最後の恋のはじめ方 Hitch （2005年）
- 明日へのチケット Tickets （2005年）
- 奥さまは魔女 Bewitched （2005年）
- ヘンダーソン夫人の贈り物 Mrs Henderson Presents （2005年）
- 麦の穂をゆらす風 The Wind That Shakes the Barley （2006年）
- アース Earth （2007年）
- この自由な世界で It's a Free World... （2007年）
- フールズ・ゴールド/カリブ海に沈んだ恋の宝石 Fool's Gold （2008年）
- バウンティー・ハンター The Bounty Hunter （2010年）
- ジミー、野を駆ける伝説 Jimmy's Hall （2014年）
- スノー・ロワイヤル Cold Pursuit （2019年）
- 家族を想うとき Sorry We Missed You （2019年）
- ザ・シークレット: デア・トゥー・ドリーム The Secret: Dare to Dream (2020年)
- ゴヤの名画と優しい泥棒 The Duke （2020年）